# Каштел Јурановић
Каштел Јурановић, познат и као каштел Вамошер, налази се на путу Бачки Моноштор – Сомбор, саграђен 1823. године. Каштел територијално припада општини Сомбор, центру Западнобачког округа.

## Локација
У широј околини Сомбора постојало је неколико каштела богатих породица, који су престављали архитектонски раскошне грађевине. Један од њих је каштел Јурановић подигнут је уз саму обалу Великог бачког канала, на путу између Сомбора и Моноштора. 

## Историја
Каштел је саградио сомборски племић Антон Крушпер млађи почетком 19. века, 1823. године.
Имућна сомборска породица Семза у другој половини 19. века је постала нови власник каштела.
У другој половини 19. века каштел је постао власништво имућне сомборске породице Семзе. Године 1893. Семзе су каштел продале Нандору Вамошеру из богате моношторске јеврејске породице.
Вамошер је каштел обновио и уредио. У оквиру саме грађевине постојала је и јеврејска капелица. У самом каштелу је постојало десет соба, а испод каштела се налазио простран подрум. 
Вамошер је уредио и околно имање. У његовој близини посадио је и парк са висећом баштом.
Пред Други светски рат наследници Нандора Вамошера продали су каштел Георгу Јурановићу, индустријалцу из села Пригревице крај Апатина, по коме и данас носи назив.  
После Другог светског рата каштел је национализован.

## Каштел данас
Данас је ово здање у функцији приватног стамбеног објекта и није отворен за посетиоце.
За каштел је упућен предлог за проглашавање и утврђивање статуса споменика културе.

## Занимљивост
Почетком 19. века када је каштел грађен, овде је пронађен грађевински материјал још из римског времена.
После Првог светског рата у каштелу и његовој околини су снимани кадрови играних филмова Прве југословенске фабрике филмова, коју је 1923. године у Сомбору покренуо кинематограф Ернест Бошњак.

## Галерија
- Каштел Јурановић (Вамошер)
- Каштел Јурановић (Вамошер)
- Каштел Јурановић (Вамошер)
- Каштел Јурановић (Вамошер)
- Каштел Јурановић (Вамошер)
- Каштел Јурановић (Вамошер)